# Rock'n'Roll Attitude
Albums de Johnny Hallyday
Drôle de métier
Spécial Enfants du Rock
(1984) Gang
(1986)
Singles
1. Le Chanteur abandonné / Pendue à mon cou
Sortie : avril 1985
2. Rock'n'roll attitude / La Blouse de l'infirmière
Sortie : septembre 1985
3. Quelque chose de Tennessee / Équipe de nuit
Sortie : octobre 1985
4. Aimer vivre / Qui ose aimer
Sortie : février 1986

Rock'n'Roll Attitude est le 34e album studio de Johnny Hallyday, sorti le 26 juin 1985.
Enregistré de janvier à mai 1985, au studio Gang à Paris (France) et au studio Tempo à Montréal (Québec), l'album est écrit et réalisé par Michel Berger.

## Histoire

### Contexte
Pour la première fois un auteur-compositeur-interprète de renom, en la personne de Michel Berger, se voit confier la réalisation de tout un album pour Johnny Hallyday. Ce changement notable est la conséquence d'une nouvelle perception de ce que devrait être l'orientation de la carrière du chanteur par sa maison de disques Philips, où depuis 1961, Johnny Hallyday est dans l'obligation de produire chaque année un certain nombre de chansons, d'albums et de 45 tours. Le nouveau directeur de la firme, Alain Lévy, considère que ces dispositions sont obsolètes et que les enregistrements de l'artiste doivent être moins fréquents afin de lui permettre de les peaufiner.

### Composition
L'aboutissement du disque est dû à la grande complicité entre son auteur et son interprète. Michel Berger écrit effectivement des textes qui collent au plus près d'Hallyday. Ainsi, c'est le vécu de l'artiste qu'il met en musique.
C'est après avoir assisté au show de Johnny Hallyday au Zénith de Paris en 1984, que jaillit de l'imaginaire de Berger la chanson Pendue à mon cou (le jeu sensuel du chanteur avec sa guitare ne lui échappe pas). C'est encore la vision du chanteur acclamé par des milliers de spectateurs et qui plus tard se retrouve seul dans sa loge (malgré la « cour » qui l'entoure), qui inspire à Berger Le Chanteur abandonné et Seul mais pas solitaire. 
Quelque chose de Tennessee naît parce que Johnny, après la lecture qu'il vient d'achever de la pièce de théâtre La Chatte sur un toit brûlant, ne tarit pas d'éloges à propos de Tennessee Williams.
Ce sont les séjours à l'hôpital de Johnny au début des années 1980 qui inspirent Michel Berger pour la chanson La blouse de l'infirmière (où l'on combat le mal par l'humour et la dérision).
C'est parce que Hallyday est si « rock'n'roll » dans son attitude, dans sa vie, que Michel Berger écrit la chanson éponyme de l'album Rock'n'roll attitude. 
Michel Berger confie par ailleurs avoir utilisé la puissance vocale d'Hallyday pour exprimer une violence que sa propre tessiture ne lui permet pas de chanter. Ainsi voient le jour Qui ose aimer et Équipe de nuit.
Le titre Parker, connais pas est un hommage au saxophoniste de jazz Charlie Parker.
Quant à Aimer vivre, chanson emblématique de l'album, elle est l'illustration de cette symbiose entre Berger et Hallyday : cela commence tout en douceur façon Berger, cela s'achève façon Hallyday, tout en rythme et énergie.
Nota : source pour l'ensemble de la section (sauf indications complémentaires).

## Autour de l'album
Johnny Hallyday dédie l'album à sa fille Laura (en 1986, sur l'album Gang il lui consacrera une chanson).
Michel Berger, auteur-compositeur et producteur de l'album, est au piano sur chacun des morceaux. Il assure également, avec France Gall, les chœurs de la chanson Quelque chose de Tennessee, tandis qu'en introduction Nathalie Baye lit les dernières lignes de la pièce La Chatte sur un toit brûlant de Tennessee Williams.
Rock'n'roll attitude marque les retrouvailles de Johnny Hallyday et Peter Frampton avec qui il a précédemment travaillé en 1969 sur l'album Rivière… ouvre ton lit et en 1973 sur insolitudes. Peter Frampton joue de la guitare sur la plupart des morceaux (exceptions faites des chansons Le chanteur abandonné, Qui ose aimer et Pendue à mon cou).
L'album est soutenu par la sortie de quatre singles qui deviennent des tubes et au-delà même, pour beaucoup, des incontournables du répertoire de l'artiste, notamment les deux titres phares Le Chanteur abandonné et Quelque chose de Tennessee.
À propos de la chanson Le Chanteur abandonné, Johnny Hallyday écrit dans son autobiographie Destroy : « En interprétant Le Chanteur abandonné, qui est l’un des titres forts de Rock’n’roll attitude, c’est à Claude François que je pensais. Claude que j’adorais malgré toutes nos différences. »
En 1985, Michel Berger signe une onzième chanson pour Johnny Hallyday : le 6 décembre, les Carpentier consacrent à Hallyday une émission intitulé Johnny Métro Blues. Diffusé sur TF1, Johnny chante en duo avec Nathalie Baye Je veux que tu m'aimes c'est tout, adaptation française du standard de Marilyn Monroe I wanna be loved by you (le titre est inclus dans la réédition 2015 de l'album). Au cours de la même émission, le chanteur joue avec Guy Marchand - avec qui il vient de tourner Conseil de famille - un sketch nommé Dans les couloirs du métro.

## Discographie
- avril 1985 :
  - 45 tours Philips 880756-7 : Le Chanteur abandonné - Pendue à mon cou[9]
  - Maxi 45 tours Philips hors-commerce 6863254 : Le chanteur abandonné (5'40) - Pendue à mon cou (3'58)[10]

- 26 juin 1985 :
  - 33 tours (30 cm) Philips 824824 Rock'n'Roll Attitude[11]
  - CD Philips 824824-2[12]

- septembre 1985 :
  - 45 tours Philips 884081-7 : Rock'n'roll attitude, La blouse de l'infirmière[13]
  - Maxi 45 tours Philips 884081-1 : Rock'n'roll attitude (version remix, 4'30), La blouse de l'infirmière (version remix, 3:35) ; Ce disque est le premier Maxi 45 tours commercialisé de Johnny Hallyday ; ceux précédemment édités, sont des hors-commerce promotionnels[14])

- octobre 1985 : 
  - 45 tours Philips 884 308-7 Quelque chose de Tennessee, Équipe de nuit[15]

- février 1986 : 
  - 45 tours Philips 884620-7 : Aimer vivre, Qui ose aimer[14]

- 5 mars 1986 : 
  - Maxi 45 tours Philips 884620-1 : Aimer vivre (5'35), Qui ose aimer (3'40)[14]

### Rééditions
- En mai 2013, l'album est édité sous le nouveau support blu-ray audio : référence Mercury Universal 372 498-2
- En 2015 (le 25 mai), à l'occasion du 30e anniversaire de l'album, Rock'n'Roll Attitude est réédité en format livre-CD, incluant en bonus deux titres audios et deux DVD (référence Mercury Universal 4729856). Le DVD 1 propose le concert inédit de Johnny Hallyday à la fête de l'Humanité le 15 septembre 1985. Le DVD 2 contient les cinq vidéoclips extraits de l'album et les titres interprétés par Johnny lors de l'émission Johnny métro blues, dont le duo avec Nathalie Baye Je veux que tu m'aimes.

## Ventes
Rock'n'Roll Attitude est un succès critique et public et marque le retour du chanteur au tout premier plan. L'album s'écoule à 472 600 exemplaires en France. Il figure de juillet 1985 à début 1986 dans le classement des meilleures ventes, y occupant durant quatre semaines la deuxième place.

## Liste des titres
Textes et musiques de Michel Berger
| 1.  | Le Chanteur abandonné      | 4:53 |
| 2.  | Qui ose aimer              | 3:44 |
| 3.  | Quelque chose de Tennessee | 4:11 |
| 4.  | Équipe de nuit             | 3:40 |
| 5.  | La Blouse de l'infirmière  | 3:30 |
| 6.  | Rock'n'roll attitude       | 3:40 |
| 7.  | Seul mais pas solitaire    | 4:28 |
| 8.  | Parker, connais pas        | 3:33 |
| 9.  | Aimer vivre                | 5:38 |
| 10. | Pendue à mon cou           | 4:00 |

### Titres et DVD bonus de la réédition «30eanniversaire»
| No | Titre                                 | Durée |
| -- | ------------------------------------- | ----- |
| 1. | Aimer vivre (version complète studio) | 6:15  |
| 2. | Rock'n'roll attitude (version remix)  | 5:20  |

- DVD 1 - Concert Fête de l'Huma (15 septembre 1985)
Le DVD inclut également un entretien, filmé en mars 2015, avec le réalisateur de la captation, Bernard Schmitt

| 1.  | La musique que j'aime                                                          | Michel Mallory                              | Johnny Hallyday                            | 5:43  |
| 2.  | Je sais que tu ne peux pas trouver mieux ailleurs (I Betcha You Gonna Like It) | Long Chris, Pierre Billon (adaptation)      | Buddy Killen, Robert Riley                 | 3:11  |
| 3.  | Pendue à mon cou                                                               | Michel Berger                               | Michel Berger                              | 3:45  |
| 4.  | Le pénitencier (The House of the Rising Sun)                                   | Vline Buggy, Hugues Aufray (adaptation)     | Alan Price                                 | 4:26  |
| 5.  | Gabrielle (The King is Dead)                                                   | Long Chris, Patrice Larue (adaptation)      | Tony Cole                                  | 2:50  |
| 6.  | J'ai oublié de vivre                                                           | Pierre Billon                               | Jacques Revaux                             | 4:55  |
| 7.  | Hey Joe (Hey Joe)                                                              | Gilles Thibaut (adaptation)                 | Billy Roberts                              | 5:57  |
| 8.  | Nashville blues (Nashville Blues)                                              | Pierre Billon, Johnny Hallyday (adaptation) | Felice Bryant, Boudleaux Bryant            | 3:50  |
| 9.  | Rien à personne                                                                | Georges Aber                                | Érick Bamy, Johnny Hallyday                | 3:52  |
| 10. | Quelque chose de Tennessee                                                     | Michel Berger                               | Michel Berger                              | 3:54  |
| 11. | Ma gueule                                                                      | Gilles Thibaut                              | Philippe Bretonnière                       | 3:45  |
| 12. | Le Chanteur abandonné                                                          | Michel Berger                               | Michel Berger                              | 5:40  |
| 13. | Qui ose aimer                                                                  | Michel Berger                               | Michel Berger                              | 3:34  |
| 14. | Mon p'tit loup (ça va faire mal) (Betty Lou Is Going Out Tonight)              | Pierre Billon, Johnny Hallyday (adaptation) | Bob Seger                                  | 3:16  |
| 15. | Drôle de métier                                                                | Pierre Billon, Johnny Hallyday              | Éric Bouad, Johnny Hallyday                | 4:05  |
| 16. | Équipe de nuit                                                                 | Michel Berger                               | Michel Berger                              | 3:00  |
| 17. | Rock'n'roll attitude                                                           | Michel Berger                               | Michel Berger                              | 3:44  |
| 18. | Aimer vivre                                                                    | Michel Berger                               | Michel Berger                              | 10:02 |
| 19. | Be Bop a Lula (court extrait + commentaire)                                    | Gene Vincent, Sheriff, Tex Davis, G. Vesta  | Gene Vincent, Sheriff, Tex Davis, G. Vesta | 0:16  |
| 20. | Le bon temps du rock and roll (Old Time Rock and Roll)                         | Michel Mallory (adaptation)                 | George Jackson, Thomas Earl Jones III      | 5:04  |
| 21. | Whole Lotta Shakin' Goin' On                                                   | S. Davis, David Williams                    | S. Davis, David Williams                   | 7:05  |

- DVD 2 - Les clips de l'album et Johnny Métro Blues (extraits de l'émission télévisée)
Bernard Schmitt réalise l'ensemble des vidéoclips.
Sauf indication contraire, toutes les musiques sont de Michel Berger.

| 1.  | Le Chanteur abandonné (vidéoclip)                                            |                            |                                          | 4:48 |
| 2.  | Rock'n'roll attitude (vidéoclip)                                             |                            |                                          | 3:10 |
| 3.  | Quelque chose de Tennessee (vidéoclip)                                       |                            |                                          | 3:45 |
| 4.  | Aimer vivre (vidéoclip)                                                      |                            |                                          | 4:55 |
| 5.  | Rock'n'roll attitude                                                         |                            |                                          | 3:30 |
| 6.  | Équipe de nuit                                                               |                            |                                          | 3:00 |
| 7.  | Quelque chose de Tennessee                                                   |                            |                                          | 4:00 |
| 8.  | Qui ose aimer                                                                |                            |                                          | 3:25 |
| 9.  | Je veux que tu m'aimes (en duo avec Nathalie Baye) (I Wanna Be Loved by You) | Michel Berger (adaptation) | Herbert Stothart,Harry Ruby, Bert Kalmar | 2:15 |
| 10. | Aimer vivre                                                                  |                            |                                          | 5:15 |
| 11. | Le chanteur abandonné                                                        |                            |                                          | 5:12 |

## Musiciens
- Batterie : Carlos Vega
- Basse : Jannick Top
- Synthétiseur : Bill Cuomo
- Guitare solo : Peter Frampton
- Guitare rythmique : Chris Spedding
- Saxophone : Patrick Bourgoin
- Piano : Michel Berger
- Chœurs : Francine Raymond, Judi Richards, Richard Groulx, Daniel Ferland

- Chœurs additionnels :
  - Peter Frampton sur Parker connais pas
  - Michel Berger et France Gall sur Quelque chose de Tennessee, auquel s'ajoute Nathalie Baye qui lit en introduction un texte de Tennessee Williams
  - Johnny Hallyday sur Pendue à mon cou

- Musiciens additionnels :
  - Synthétiseur :  Georges Rodi
  - Guitares : Claude Engel
  - Guitares : Peter Frampton
  - Kurzweil : Roland Romanelli
  - Percussions : Marc Chantereau, Carlos Vega sur Parker connais pas

### Concert Fête de l'Huma
- Bernard Paganotti : basse
- Yves Sanna : batterie
- Bruno Fontaine : claviers
- Bertrand Lajudie : claviers
- Patrick Bourgoin : saxophone, flûte
- Hugo Ripoll : guitare
- Patrice Tison : guitare
- Michel Chevalier : Harmonica et chœurs
- Érick Bamy : direction des chœurs

## Classements et certifications

### Classements hebdomadaires
| Classement (1985)                | Meilleure position |
| -------------------------------- | ------------------ |
| Europe (European Hot 100 Albums) | 59                 |
| France (SNEP)                    | 2                  |

| Classement (2015) | Meilleure position |
| ----------------- | ------------------ |
| France (SNEP)     | 66                 |

### Certification
| Pays                           | Certification | Ventes certifiées |
| ------------------------------ | ------------- | ----------------- |
| France (SNEP)                  | Platine       | 300 000*          |
| *Ventes selon la certification |               |                   |